# Séné

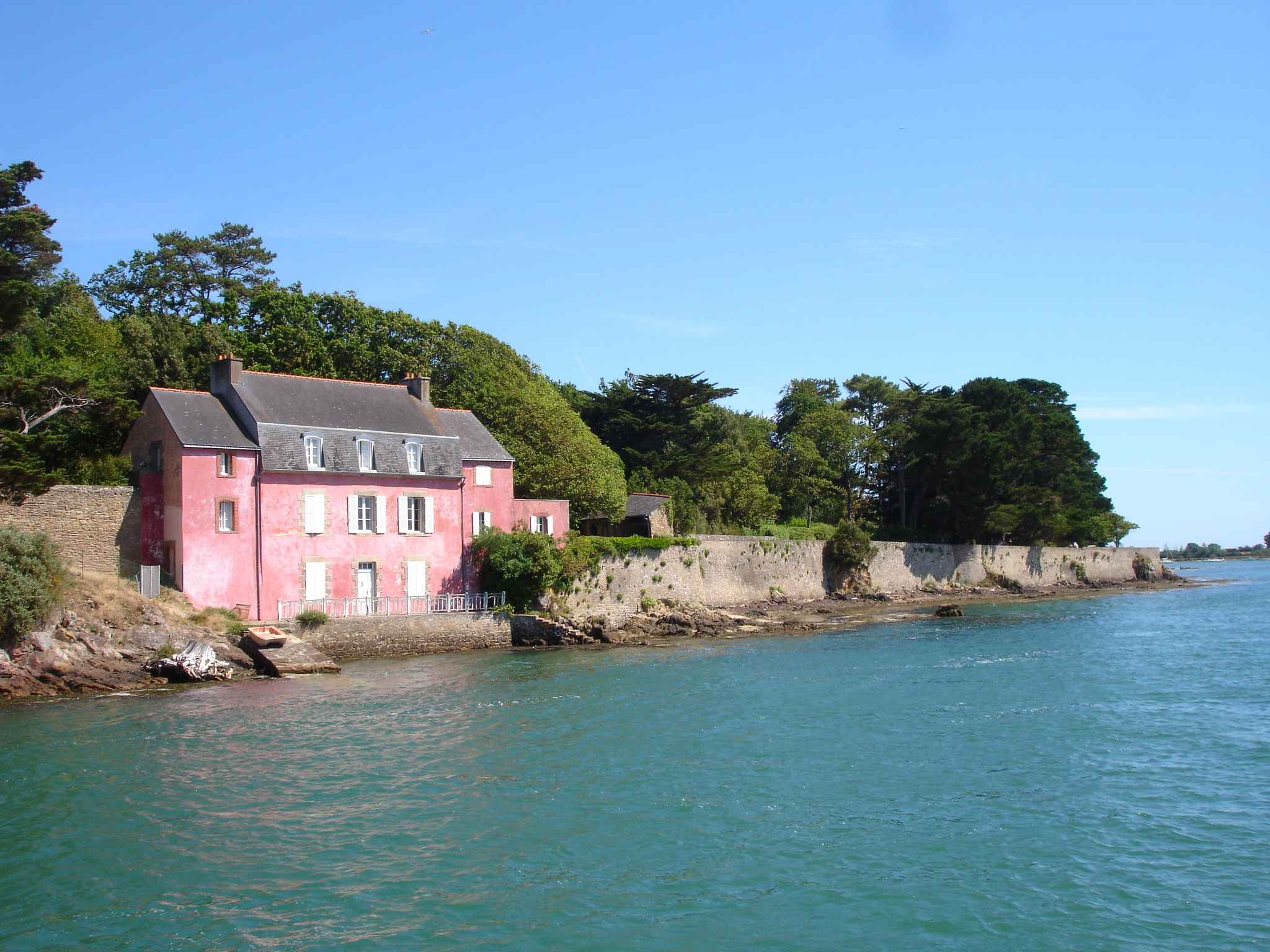

Séné (tiếng Breton: Sine) là một xã ở tỉnh Morbihan trong vùng Bretagne tây bắc Pháp. Xã này có diện tích km², dân số năm 1999 là người. Khu vực này có độ cao trung bình/từ mét trên mực nước biển.

## Demography
The cư dân của Séné are known as Sinagots.

## Tiếng Bretagne
Xã này đã phát động một kế hoạch song ngữ thông qua Ya d’ar brezhoneg ngày September the 22th of 2006.